# Liste d'hôtels cinq étoiles en Suisse
Sont listés ci-dessous les hôtels cinq étoiles en Suisse. Le classement n'est toutefois pas officiel.

## Classifications multiples
Selon Hotelleriesuisse, l'association patronale la plus représentative, il y aurait 89 établissements 5 étoiles en Suisse.
Jusqu'au début des années 2000, les normes pour les 5 étoiles selon Hotelleriesuisse faisaient que l'on pouvait se retrouver dans un établissement « de luxe » avec une chambre de moins de 20 m², sans service en chambre 24/24 ou avec une moyenne d'un employé pour 4 chambres. Les nouvelles normes sont plus exigeantes, mais il reste relativement facile d'avoir 5 étoiles, qui semble plus être déterminé par le prix plutôt que par la qualité. Plusieurs établissements sont passés vite de 4 à 5 ou le contraire par décision de l'hôtel lui-même[réf. nécessaire].
Swiss deluxe hotels, plus sévère, accorde le H barré de 5 étoiles à seulement 39 hotels, alors que l'ex Official hotel guide, aujourd'hui Travel weekly, environ la moitié des hôtels 5 étoiles ne sont que « superior first class », en dessous de la catégorie « moyen luxe », « deluxe » ou « superior deluxe ».
Depuis peu Gastro suisse propose aussi une classification, même si ce sont plutôt les 3-4 étoiles qui sont concernés.

## Canton de Bâle-Ville
- Grand Hôtel les Trois Rois, Bâle
- Mövenpick Hotel, Bâle

## Canton de Berne

### Berne
- Hôtel Schweizerhof Bern & Spa, Berne
- Hôtel Bellevue Palace, Berne

### Grindelwald
- Romantik Hotel Schweizerhof, Grindelwald

### Gstaad
- Ermitage Wellness & Spa Hôtel, Gstaad
- Le Grand Bellevue, Gstaad
- Gstaad Palace, Gstaad
- Park Gstaad, Gstaad
- The Alpina, Gstaad

### Interlaken
- Victoria Jungfrau Grand Hôtel & Spa, Interlaken
- Lindner Grand Hotel Beau Rivage, Interlaken

### Lenk im Simmental
- Lenkerhof Gourmet Spa Resort, Lenk im Simmental

### Merzligen
- Beatus Wellness & Spa Hôtel, Merligen

## Canton de Genève
- Mandarin Oriental, Genève
- Four Seasons Hotel des Bergues, Genève
- La Réserve Genève Hotel & Spa
- Les Armures, Genève
- The Ritz-Carlton Hotel de la Paix, Genève
- Hotel President Wilson, Genève
- Fairmont Grand Hotel, Genève
- Hôtel Beau-Rivage, Genève
- Hôtel Métropole, Genève
- Hôtel d'Angleterre, Genève
- InterContinental Genève
- Hôtel de la Cigogne, Genève
- Woodward[4], Genève
- Le Richemond, Genève

## Canton des Grisons
- Arosa Kulm Hotel & Alpin Spa, Arosa
- Tschuggen Grand Hotel, Arosa
- Steigenberger Grandhotel Belvedere, Davos
- Hotel Seehof, Davos
- Suvretta House, Saint-Moritz
- Kulm Hotel St. Moritz, Saint-Moritz
- Giardino Mountain, Saint-Moritz
- Badrutt's Palace Hotel, Saint-Moritz
- Carlton Hotel, Saint-Moritz
- Grand Hotel des Bains Kempinski, Saint-Moritz
- Hotel Waldhaus, Sils-Maria
- Waldhaus Flims Wellness Resort, Flims
- Grand Hotel Kronenhof, Pontresina
- 7132 Hotel, Vals
- In Lain Hotel Cadonau, Brail

## Canton de Lucerne
- Hotel Schweizerhof Luzern
- Grand Hotel National Luzern
- The Hotel Lucerne
- Park Hotel Vitznau
- Bürgenstock Hotels & Resort

## Canton de Neuchâtel
- Le Palafitte, Neuchâtel
- Beau-Rivage Hotel, Neuchâtel

## Canton de Nidwald
- Hotel Villa Honegg, Ennetbürgen
- Bürgenstock Waldhotel & Spa
- Bürgenstock Residences Suites

## Canton de Saint-Gall
- Grand Resort Bad Ragaz, Bad Ragaz

## Canton de Schwytz
- Panorama Resort & SPA, Feusisberg

## Canton du Valais
- Hostellerie du Pas de l'Ours "Relais et Chateaux", Crans-Montana
- Aïda Hôtel & Spa "Relais et Châteaux", Crans-Montana
- Crans Ambassador, Crans-Montana
- Le Crans Hotel & Spa, Crans-Montana
- Guarda Gold Hotel, Crans-Montana
- Grand Hôtel du Golf & Palace, Crans-Montana
- Chalet d'Adrien, Verbier
- W Verbier, Verbier
- Au Club Alpin, Champex-Lac
- Grand Hôtel Zermatterhof, Zermatt
- Cervo Mountain Resort, Zermatt
- Riffelalp Resort 2222m, Zermatt
- Mont Cervin Palace, Zermatt
- The Omnia, Zermatt
- Hôtel Les Sources des Alpes, Loèche-les-Bains
- The Onya Resort & Spa, Bellwald
- Walliserhof Grand-Hotel & Spa, Saas-Fee
- The Capra, Saas-Fee

## Canton de Vaud
- Royal Plaza Montreux & Spa, Montreux
- Le Mirador Resort & Spa, Chardonne
- Pelerin Palace, Chardonne
- Lausanne Palace, Lausanne
- Villars Palace, Villars-sur-Ollon
- Chalet RoyAlp Hôtel et Spa, Villars-sur-Ollon
- Fairmont Le Montreux Palace, Montreux
- Grand Hotel du Lac, Vevey
- Royal Savoy Hotel & Spa, Lausanne
- Beau-Rivage Palace, Lausanne
- Hôtel des Trois Couronnes & Spa, Vevey

## Canton d'Uri
- The Chedi Andermatt, Andermatt

## Canton de Zürich
- Kameha Grand Zurich, Glattbrugg
- Zurich Marriott Hotel, Zürich
- The Dolder Grand, Zurich
- Alex - Lakefront Lifestyle Hotel & Suites, Thalwil
- Baur au Lac, Zurich
- Alden Suite Hotel Splügenschloss, Zurich
- Park Hyatt Zurich
- Sheraton Zurich Hotel
- Storchen Zürich
- La Réserve Eden au Lac Zurich
- Renaissance Zurich Tower Hotel
- Savoy Baur en Ville, Zurich
- Widder Hotel, Zurich
- The Dufour, Schweizerhof, Zurich